# 齊藤未月
齊藤 未月（さいとう みつき、1999年1月10日 - ）は、神奈川県藤沢市出身のプロサッカー選手。Jリーグ・京都サンガF.C.所属。ポジションはミッドフィールダー（MF）。

## 来歴

### 湘南ベルマーレ
2015年より湘南ベルマーレのトップチームに2種登録選手として登録された。2016年5月にプロ契約を結び、9月22日の天皇杯3回戦の徳島ヴォルティス戦でプロ入り初得点を記録。2018年7月22日、第17節のヴィッセル神戸戦でリーグ戦初得点を記録。このゴールは同時にJ1リーグの通算21,000点目のゴールとなった。

### ルビン・カザン
2020年12月14日、ロシア1部のルビン・カザンへ期限付き移籍で加入することが発表された。

### ガンバ大阪
2022年、ガンバ大阪へ期限付き移籍で加入。7月2日、第19節の浦和レッズ戦で移籍後初得点を決めた。

### ヴィッセル神戸
2023年1月4日、ヴィッセル神戸へ期限付き移籍することが発表された。開幕戦からスタメンで出場し、神戸のハードワークするスタイルにフィットし、中心選手としてチームの好調を支えた。第24節に負傷（後述）するまで契約により出場できない湘南戦と出場停止となった1試合を除いて、リーグ戦全試合に出場し、クラブ初のJ1リーグ優勝に貢献した。
2024年1月12日に会見を開き、期限付き移籍から完全移籍へ移行することが発表された。
2025年2月8日に行われたFUJIFILM SUPER CUP 2025のサンフレッチェ広島戦で先発フル出場し、後述の負傷から復帰した。

## 負傷
2023年8月19日に行われた第24節の柏レイソル戦で前半22分にディフェンスに来た柏のジエゴと戸嶋祥郎にスライディングで挟まれるような形となり負傷。そのまま交代となった。試合終了後に、検査を行った結果、左膝関節脱臼、左膝複合靱帯損傷（前十字靭帯断裂、外側側副靭帯断裂、大腿二頭筋腱付着部断裂、膝窩筋腱損傷、内側側副靭帯損傷、後十字靭帯損傷）、内外側半月板損傷と診断されたと神戸が発表。全治約1年の大怪我となった。この負傷したシーンは、相手の故意ではないが危険なプレーであり神戸の選手は異議を唱えたが、VARの介入やタックルした相手にカードの提示などはなかった。試合後に神戸の選手や神戸の会長である三木谷浩史が苦言をSNSなどに投稿した。後にJFA審判委員会が「（VARについて）情報を共有する必要があった」「我々の見解はレッドカード」と明らかに誤審であったとの見解を示した。9月には、齊藤が所属した湘南、G大阪、神戸が合同で「未月とトモニ」というグッズを制作。同月3日に行われた京都サンガF.C.戦では、選手入場時に神戸の選手が齊藤を応援するTシャツを着て入場。それについて京都の監督で齊藤が湘南時代に監督をしていた曹貴裁が「彼に対して、神戸の選手がTシャツを励ましていただいたことは、指導者として感銘を受けました。Jリーグの歴史の中で、こんなにすぐに対応して示してくれたことは記憶にないと思います。サポーターも戻ってくることを願っています。僕も、人としても指導者としても、ピッチに彼が帰ってくることを願っています」と試合後の会見で涙を堪えながらエールを送った。その後、神戸は「未月とトモニ」をテーマに掲げ、苦しんだ時期もあったもののクラブはJ1リーグ優勝を達成。優勝セレモニーには松葉づえ姿で参加し、シャーレを掲げた。

## 所属クラブ
- 藤沢FC（湘南インターナショナルスクール）
- 湘南ベルマーレジュニア
- 湘南ベルマーレU-15平塚
- 湘南ベルマーレユース（横浜翠陵高等学校/第一学院高等学校）
  - 2015年5月 - 2016年5月 湘南ベルマーレ（2種登録選手）
- 2016年5月 - 2023年  湘南ベルマーレ（早稲田大学人間科学部 eスクール）
  - 2020年 - 2021年  ルビン・カザン（期限付き移籍）
  - 2022年   ガンバ大阪（期限付き移籍）
  - 2023年  ヴィッセル神戸（期限付き移籍）
- 2024年 -  ヴィッセル神戸

## 個人成績
| 国内大会個人成績 | 国内大会個人成績 | 国内大会個人成績 | 国内大会個人成績 | 国内大会個人成績 | 国内大会個人成績 | 国内大会個人成績 | 国内大会個人成績 | 国内大会個人成績 | 国内大会個人成績 | 国内大会個人成績 | 国内大会個人成績 |
| 年度             | クラブ           | 背番号           | リーグ           | リーグ戦         | リーグ戦         | リーグ杯         | リーグ杯         | オープン杯       | オープン杯       | 期間通算         | 期間通算         |
| 年度             | クラブ           | 背番号           | リーグ           | 出場             | 得点             | 出場             | 得点             | 出場             | 得点             | 出場             | 得点             |
| 日本             | 日本             | 日本             | 日本             | リーグ戦         | リーグ戦         | リーグ杯         | リーグ杯         | 天皇杯           | 天皇杯           | 期間通算         | 期間通算         |
| ---------------- | ---------------- | ---------------- | ---------------- | ---------------- | ---------------- | ---------------- | ---------------- | ---------------- | ---------------- | ---------------- | ---------------- |
| 2015             | 湘南             | 32               | J1               | 0                | 0                | 0                | 0                | 1                | 0                | 1                | 0                |
| 2016             | 湘南             | 32               | J1               | 5                | 0                | 5                | 0                | 1                | 1                | 11               | 1                |
| 2017             | 湘南             | 16               | J2               | 30               | 0                | -                | -                | 2                | 0                | 32               | 0                |
| 2018             | 湘南             | 16               | J1               | 18               | 1                | 8                | 1                | 2                | 0                | 28               | 2                |
| 2019             | 湘南             | 16               | J1               | 26               | 1                | 1                | 0                | 0                | 0                | 27               | 1                |
| 2020             | 湘南             | 16               | J1               | 33               | 2                | 1                | 0                | -                | -                | 34               | 2                |
| ロシア           | ロシア           | ロシア           | ロシア           | リーグ戦         | リーグ戦         | ロシア杯         | ロシア杯         | オープン杯       | オープン杯       | 期間通算         | 期間通算         |
| 2020-21          | ルビン・カザン   | 16               | プレミア         | 0                | 0                | 0                | 0                | -                | -                | 0                | 0                |
| 2021-22          | ルビン・カザン   | 16               | プレミア         | 2                | 0                | 0                | 0                | -                | -                | 2                | 0                |
| 日本             | 日本             | 日本             | 日本             | リーグ戦         | リーグ戦         | リーグ杯         | リーグ杯         | 天皇杯           | 天皇杯           | 期間通算         | 期間通算         |
| 2022             | G大阪            | 15               | J1               | 26               | 2                | 3                | 0                | 2                | 0                | 31               | 2                |
| 2023             | 神戸             | 16               | J1               | 22               | 0                | 3                | 0                | 3                | 1                | 28               | 1                |
| 2024             | 神戸             | 16               | J1               | 0                | 0                | 0                | 0                | 0                | 0                | 0                | 0                |
| 通算             | 日本             | 日本             | J1               | 130              | 6                | 21               | 1                | 9                | 2                | 160              | 9                |
| 通算             | 日本             | 日本             | J2               | 30               | 0                | -                | -                | 2                | 0                | 32               | 0                |
| 通算             | ロシア           | ロシア           | プレミア         | 2                | 0                | 0                | 0                | -                | -                | 2                | 0                |
| 総通算           | 総通算           | 総通算           | 総通算           | 162              | 6                | 21               | 1                | 11               | 2                | 194              | 9                |

※2015年 - 2016年5月は2種登録選手
その他の公式戦
- 2025年
  - FUJIFILM SUPER CUP 1試合0得点

| 国際大会個人成績 | 国際大会個人成績 | 国際大会個人成績 | 国際大会個人成績 | 国際大会個人成績 |
| 年度             | クラブ           | 背番号           | 出場             | 得点             |
| AFC              | AFC              | AFC              | ACL              | ACL              |
| ---------------- | ---------------- | ---------------- | ---------------- | ---------------- |
| 2024-25          | 神戸             | 5                | 2                | 0                |
| 通算             | AFC              | AFC              | 2                | 0                |

出場歴
- 公式戦初出場 - 2015年9月5日 天皇杯2回戦 vs桐蔭横浜大学（S h o n a n BMWスタジアム平塚）
- Jリーグ初出場 - 2016年4月24日 J1.1st第8節 vs大宮アルディージャ（S h o n a n BMWスタジアム平塚）
- 公式戦初得点 - 2016年9月22日 天皇杯3回戦 vs徳島ヴォルティス（S h o n a n BMWスタジアム平塚）
- Jリーグ初得点 - 2018年7月22日 J1第17節 vsヴィッセル神戸（ノエビアスタジアム神戸）
- ロシア・プレミアリーグ初出場 - 2021年8月22日 第5節 vsFCヒムキ（アレーナ・ヒムキ）

## タイトル

### クラブ
湘南ベルマーレ
- Jリーグカップ：1回（2018年）
- J2リーグ：1回（2017年）

ヴィッセル神戸
- J1リーグ：2回（2023年、2024年）
- 天皇杯 JFA 全日本サッカー選手権大会：1回（2024年）

### 代表
U-16日本代表
- U-16インターナショナルドリームカップ：1回（2015年）

### 個人
- J1リーグ・月間ベストゴール：1回（2020年）

## 代表歴
- U-15日本代表
  - インターナショナルドリームカップ（2015年）
  - Balcom BMW平和祈念広島国際ユースサッカー大会（2015年）
- U-17日本代表
  - サニックス杯国際サッカー大会（2015年）
- U-18日本代表
  - AFC U-19選手権2018・予選（2017年）
- U-19日本代表
  - インドネシア遠征（2018年）
  - ロシア遠征（2018年）
  - メキシコ遠征（2018年）
  - AFC U-19選手権（2018年）
  - ブラジル遠征（2018年）
- U-20日本代表
  - FIFA U-20ワールドカップ（2019年）
- U-22日本代表
  - AFC U-23選手権2020 (予選)（2019年）
  - 北中米遠征（2019年）
- U-23日本代表
  - AFC U-23選手権（2020年）